# 指南書
『指南書』（しなんしょ）は上方落語の演目。寺に修行に出た男が、修行明けに書物を受け取り、旅の道中でそれを頼りに行動することで、疑心暗鬼や難を逃れるという内容。江戸落語にも移植されて演じられる。前田勇の『上方落語の歴史 増補』（1966年）では「東京に伝存し上方に早く亡びたが、最近復活」とある。
2代目桂文之助の作。宇井無愁は民話「話千両」の改作とし、船の事故にまつわる（回り道をする）下りは井原西鶴の『日本永代蔵』や和歌「もののふの矢橋の渡り近くとも急がばまわれ瀬田の長橋」にも見えるなど古くからある伝承であると記している。

## あらすじ
※以下、宇井無愁『落語の根多 笑辞典』掲載のあらすじに準拠する。
精神修養のため高野山に預けられた商家の息子が、晴れて下山となった折に「迷ったときに見るように」と書物を授けられる。大津に向かっているときに人相のよくない男と同行することになり、ごまのはえ（スリ）かと警戒して書物を開くと「旅は道連れ世は情け」とあったので安心する。二人で茶屋で休んでいるとき、男は大津に行くなら船が早いと話すが、書物を開いた息子は「急がば回れ」とあるのを見て、そこで別れて陸路で大津に着く。すると乗るはずだった渡船が転覆して死者も出たと知る。帰宅すると妻が手ぬぐいを被った人物と並んで寝ており、間男かと疑って書物を見ると「七度たずねて人を疑え」とあったので、妻に問うと義母が来ていたのだった。そこで安心して土産の羊羹を食べようとすると腐ってしまっており、開いた書物には「うまいものは宵に食え」とあった。

## バリエーション
東大落語会編『落語辞典 増補』掲載のあらすじでは、夫婦げんかの絶えない息子を案じた父親が、檀那寺に息子を預けるという設定で、指南書を授かるのは和尚が臨終に息子が将来元に戻らないようにという形になっている。また旅の道中は草津に住む叔父のところに現金を届けるというもので、土産に買うのは姥が餅である。